# قشرة متوسطة
القشرة المتوسطة (بالإنجليزية: Mesocortex أو juxtallocortex)‏ هي المناطق الانتقالية للقشرة المخية، التي تشكلت على الحدود بين القشرة الجديدة الحقيقية والقشرة العريقة الحقيقية (إما القشرة المخية القديمة أو القشرة البدائية). تسمى أجزاء القشرة المتوسطة التي تقع بالقرب من القشرة المخية الحقيقية ولها تشابه أكبر مع القشرة المخية في العمارة الخلوية والأنسجة، بالخلايا المخية الأولية. تسمى أجزاء القشرة المتوسطة التي تقع بالقرب من القشرة المخية الحقيقية ولديها تشابه أكبر مع القشرة المخية في العمارة الخلوية والأنسجة، القشرة المحيطة (القشرة المحيطة بالقشرة أو القشرة المحيطة بالقشرة اعتماداً على نوع القشرة المخية التي تحدها منطقة معينة من القشرة المخية).
القشرة المتوسطة هي في الأساس نفس القشرة شبه الحائرية، حيث توجد جميع تلك المناطق الانتقالية المتوسطة القشرة بشكل حصري في المنطقة شبه الحائرية، والعكس صحيح - كل المنطقة شبه الحائرية تتكون من قشرة انتقالية بطبيعتها (في أصولها الجنينية والتطورية) وبنيتها النسيجية والهندسة الخلوية. لكن مصطلح "القشرة المتوسطة" يمثل مفهوماً مختلفاً عن المفهوم الكامن وراء مصطلح "القشرة شبه الحليمية". تُعرّف القشرة المتوسطة على أساس الهندسة المعمارية الخلوية والأنسجة، في حين أن القشرة شبه الجهوية هي المناطق القشرية التي تقع بالقرب من الهياكل الحوفية تحت القشرية أو فوقها.
كانت هناك أيضاً فرضية مفادها أن القشرة يجب أن ينظر إليها على أنها حلقات متحدة المركز من القشرة المخية، القشرة المتوسطة (القشرة المحيطة والقشرة المخية الأولية) والقشرة المخية الجديدة.